# Castle Combe
Castle Combe er en landsby og sogn i Cotswolds Area of Outstanding Natural Beauty i Wiltshire, England. Landsbyen ligger omkring 8 km nordvest for byen Chippenham.
Castle Combe består af to dele; den ene del ligger i en smal dal ved floden By Brook, mens Upper Castle Combe ligger højere oppe mod øst, hvor vejen B4039 forbinder Chippenham med Chipping Sodbury.
Landsbyen har navn efter en middelalderborg, som lå omkring 500 m mod nord for den nuværende placering. I 1300-tallet blev der opført et markedskors, da byen fik tilladelse til at afholde et ugentligt marked.
Landsbyen er også berømt for sin racerbane der ligger syd for den Upper Castle Combe.

## I populærkulturen
Landsbyen har været brugt som filmlokation til adskillige film- og tv-produktioner.
I 1967 blev byen brugt til musicalfilmen Doctor Dolittle, men områdets ofte regnfulde sommerklima og beboerne irritation med producernes forandringer i området til filmoptagelserne, der var så slemme at man forsøgte sabotage - inklusive af den britiske officer (og senere opdagelsesrejsende) Sir Ranulph Fiennes – frustrerede produktionsholdet. Andre produktioner inkluderer et afsnit af Agatha Christie's Poirot kaldet The Murder of Roger Ackroyd, og filmene Stardust and The Wolfman. I september 2010 var landsbyen en vigtig filmlokation for optagelserne til Steven Spielbergs film War Horse.
Raymond Austin lod handlingen fra sin bog Find me a Spy, Catch me a Traitor foregå i landsbyen og på ehrregården. Alice Cartalets hus i manga- og animeserien Kiniro Mosaic var baseret på Fosse Farmhouse, der ligger nær Castle Combe.
Fantasyfilmen Mariah Mundi and the Midas Box brugte landsbyen i 2012, og senere blev den brugt i serien Downton Abbey.